# White River (rivier in South Dakota)

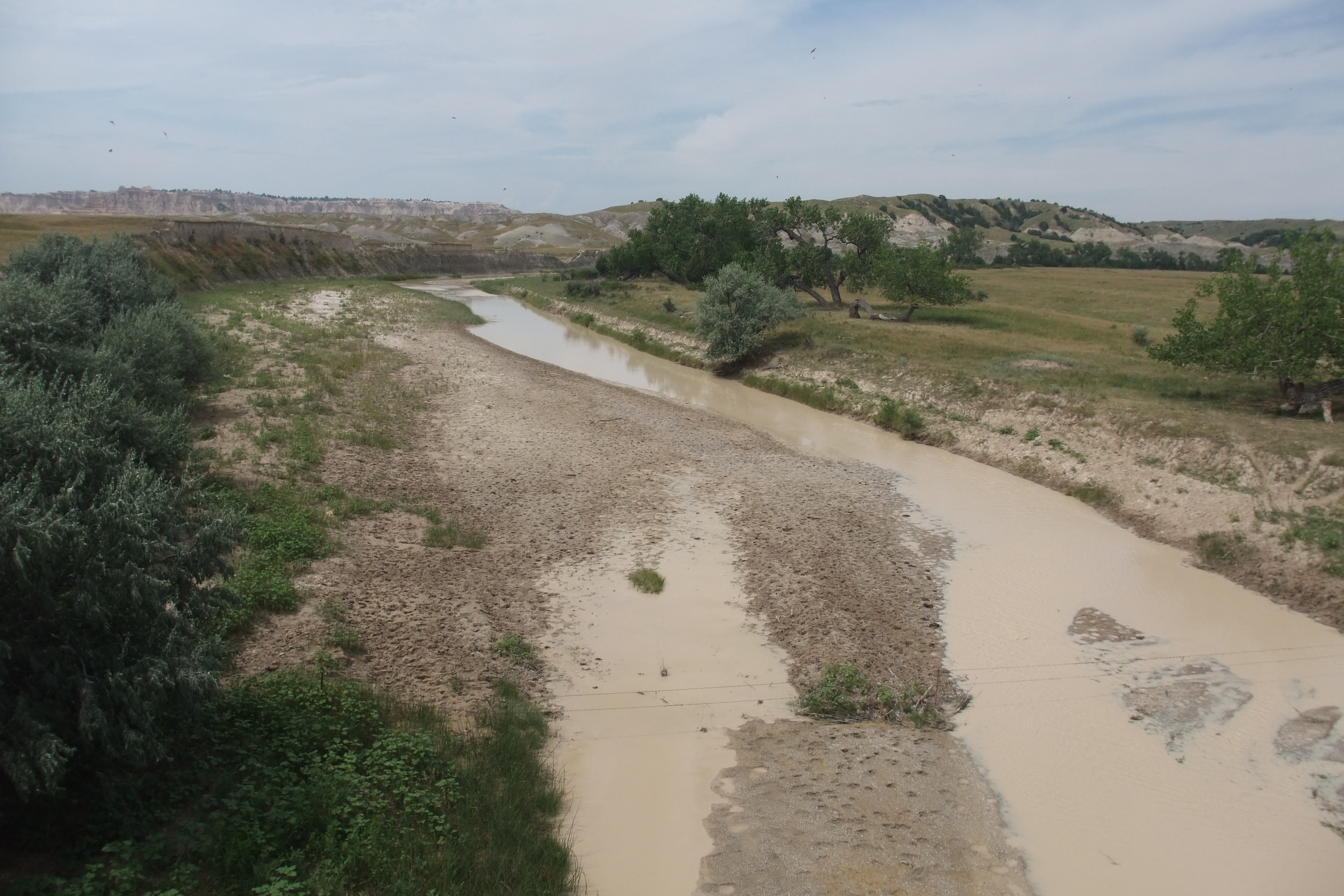
White River in Badlands National Park

De White River is een 816 kilometer lange zijrivier van de Missouri in de Amerikaanse staten Nebraska en South Dakota.
De rivier ontspringt in het noordwesten van Nebraska, ten noorden van Harrison, op een hoogte van 1.463 meter. Hiervandaan stroomt ze ten noorden langs Crawford.
Vervolgens komt ze zuidwestelijk South Dakota binnen en stroomt ze in noordelijke richting door de Pine Ridge Indian Reservation. Hierna stroomt ze richting het noordoosten, komt ze samen met de Wounded Knee Creek en stroomt ze door delen van het Badlands National Park. De rivier vormt de noordelijke grens van het reservaat en de zuidelijke grens van het Buffalo Gap National Grassland. Zo'n 25 kilometer ten zuiden van Murdo komt ze samen met de Little White River en stroomt ze vervolgens in oostelijke richting om daar ongeveer 25 kilometer ten zuidwesten van Chamberlain in de Missouri uit te monden.
- Library of Congress Control Number: sh93006999
- Nationale Bibliotheek van Israël: 987007541984205171
- Virtual International Authority File: 315160933